# Milupa
Milupa (произносится Милу́па) — немецкая торговая марка, под которой выпускаются продукты
детского питания производства компании Nutricia. С 2007 года входит в состав группы компаний Danone.

## История
Milupa была основана как небольшое семейное предприятие в 1921 году в Фридрихсдорфе, Германия.
Её основателем был Эмиль Паули (Emil Pauly),
потомок французской семьи, эмигрировавшей в Германию в начале 18 века.
Изначально предприятие было основано как производство кондитерских изделий и печенья, которые вскоре стали
популярны по всей округе Фридрихсдорфа.
В 1933 году Паули начали производить детскую продукцию. Первые продукты детского питания с названием Milupa были
сделаны на зерновой основе. В производстве детской продукции Milupa семья Паули использовала
те же принципы, которые сделали известным их производство кондитерских изделий, поэтому и на этот раз продукция
предприятия имела большую популярность. В течение 20 лет Milupa стала самым большим производителем продуктов детского
питания в Германии, а также в мировом масштабе начала завоёвывать репутацию как предприятие, которое уделяет
большое внимание исследованиям продуктов детского питания и их развитию.
Вместе с успешным развитием предприятия в 1954 году Milupa начала программу по исследованию
состава грудного молока, целью которой было создание производства молочных смесей,
близких по составу к грудному молоку матерей, которые по различным причинам не могли кормить малыша грудью.
В результате программы исследований в 1964 году на европейском рынке появилась первая молочная смесь Milupa
для младенцев «Milumil».
В настоящее время Milupa имеет опыт в производстве детского питания уже более 80 лет. Сегодня она является частью
международной группы Danone, ведущего европейского производителя молочных продуктов и фасованной воды,
с оборотом более 14 миллиардов евро и персоналом более 101 000 работников.

### История названия
В 1930 году Эмиль Паули решил, что растущему предприятию необходимо новое название. Было выбрано название,
которое Эмиль создал, используя последние 3 буквы имени и первые 3 буквы фамилии. Полученный результат, Milpau,
Эмиля не удовлетворил, поэтому он изменил последовательность букв на более звучное, и так появилось
знаменитое название Milupa.

## Milupa в других странах
С начала 1990-х Milupa открывает филиалы в других европейских странах: Польше, Чехии и других.
В 2001 году открывается первый филиал на другом континенте — Milupa в Канаде. Сегодня Milupa
присутствует в 60 странах, в том числе в Латвии, Германии, Польше, Финляндии, Чехии, Словакии, Румынии, Венгрии, Ирландии,
Канаде, Австрии, Португалии, Испании, Аргентине, Италии, США и Украине.

## Ассортимент
Под торговой маркой Milupa выпускаются не только каши для прикорма, но и другие виды детского питания.
Полный ассортимент включает:
- пюре (овощные, фруктовые, с мясом и рыбой);
- супы;
- каши (молочные и безмолочные);
- напитки (сок, чай);
- закуски (хрустящие палочки, печенье);
- специальные лечебные детские смеси;
- заменители грудного молока.

В зерновых кашах содержится витамины, минералы, железо, кальций, йод. Наряду с манной, овсяной,
рисовой есть и фруктовая, банановая, бисквитная, ржаная. Есть в ассортименте и фруктовый йогурт.

## Состав
Каши не содержат ГМО, искусственных ингредиентов, соли, консервантов и
красителей.
Пищевая ценность представлена на примере гречневой каши.
| Показатель                                         | 100 г сухой каши | 45 г сухой каши (одна порция) |
| -------------------------------------------------- | ---------------- | ----------------------------- |
| Калорийность (энергетическая ценность), ккал (кДж) | 417 / 1754       | 188 / 789                     |
| белки, г                                           | 14,7             | 6,6                           |
| жиры, г                                            | 11,3             | 5,1                           |
| углеводы, г                                        | 60,0             | 27,0                          |
| в т. ч. сахароза, г                                | 9,0              | 4,1                           |
| пищевые волокна, г                                 | 8,4              | 3,8                           |
| Минеральные вещества, г:                           | 2,7              | 1,2                           |
| кальций, мг                                        | 500              | 225                           |
| калий, мг                                          | 417              | 187                           |
| фосфор, мг                                         | 328              | 148                           |
| натрий, мг                                         | 110              | 50                            |
| железо, мг                                         | 6,0              | 2,7                           |
| цинк, мг                                           | 1,5              | 0,7                           |
| медь, мг                                           | 0,04             | 0,02                          |
| йод, мкг                                           | 70               | 32                            |
| магний, мг                                         | 32               | 14                            |
| Витамины                                           |                  |                               |
| ретинол (А), мг-экв                                | 0,3              | 0,14                          |
| витамин Д3, мкг                                    | 5,0              | 2,3                           |
| токоферол (Е), мг-экв                              | 5,0              | 2,3                           |
| витамин К1, мкг                                    | 6,0              | 2,7                           |
| аскорбиновая кислота (С), мг                       | 40               | 18                            |
| ниацин (РР), мг                                    | 5,0              | 2,3                           |
| тиамин (В1), мг                                    | 0,6              | 0,25                          |
| рибофлавин (В2), мг                                | 0,7              | 0,3                           |
| пантотеновая кислота, мг                           | 2,5              | 1,1                           |
| пиридоксин (В6), мг                                | 0,5              | 0,20                          |
| фолиевая кислота, мкг                              | 80               | 36                            |
| цианкобаламин (В12), мкг                           | 1,0              | 0,45                          |
| биотин, мкг                                        | 13,0             | 5,9                           |